# Asemonea cuprea
Asemonea cuprea ist eine Webspinnenart aus der Familie der Springspinnen, sie wurde im Jahr 2006 in Sambia entdeckt und 2009 beschrieben.

## Merkmale
Die Körperlänge eines Männchens und eines Weibchen beträgt jeweils 3,2 Millimeter, die sich etwa gleichmäßig auf das Prosoma (Cephalothorax) und das Opisthosoma aufteilen. Die Männchen zeichnen sich durch hellorangefarbene Schüppchen oberhalb des Augenfeldes sowie durch die leuchtend orangefarbene Behaarung der vorderen Opisthosomaseiten aus. Die Pedipalpen besitzen eine lange Apophyse an der Oberseite des Tibia-Abschnittes sowie ein charakteristisch abgewinkeltes Subtegulum.
Die Weibchen besitzen eine sehr einfach gebaute Epigyne, die sie gegenüber anderen Arten der Gattung auszeichnet.

## Verbreitung und Lebensraum
Über die Verbreitung der Art gibt es mit Ausnahme des Fundorts nahe der Ortschaft Choma in Sambia keine Angaben. Die Tiere wurden von Blättern niedriger Gebüsche gesammelt.

## Taxonomie
Asemonea cuprea wurde von der polnischen Wissenschaftlerin Wanda Wesołowska, Universität Breslau erstmals beschrieben. Sie gehört in die Springspinnengattung Asemonea und ist wahrscheinlich verwandt mit der Art Asemonea maculata von der Elfenbeinküste. Derzeit (Stand 2009) sind der Gattung 14 Arten inklusive A. cuprea zugeordnet, von denen fünf erst in den letzten Jahren von Wesołowska beschrieben wurden.